# پردازش زبان طبیعی کوانتومی
پردازش زبان طبیعی کوانتومی (QNLP) به معنای نحوه کاربرد محاسبات کوانتومی برای پردازش زبان طبیعی (NLP) است. در این روش تعبیه کلمات به عنوان مدارهای کوانتومی پارامتری شده محاسبه می‌شوند که می‌تواند وظایف NLP را سریعتر از هر رایانه کلاسیکی حل کند. ایده این روش از مکانیک کوانتومی طبقه‌بندی شده و چارچوب DiscoCat الهام گرفته شده است و از نمودارهای رشته‌ای برای ترجمه از ساختار دستوری به فرآیندهای کوانتومی استفاده می‌شود.

## نظریه
اولین الگوریتم کوانتومی برای پردازش زبان طبیعی از چارچوب DiscoCat و الگوریتم Grover برای نشان دادن سرعت کوانتومی درجه دوم برای حل مسئله طبقه‌بندی متن استفاده شد. بعداً نشان داده شد که پردازش زبان کوانتومی BQP-Complete است، یعنی مدل‌های زبان کوانتومی نسبت به همتای کلاسیک خود گویاتر هستند، مگر اینکه مکانیک کوانتومی را بتوان به‌طور مؤثر توسط رایانه‌های کلاسیک شبیه‌سازی کرد.
این دو نتیجه نظری محاسبات کوانتومی تحمل‌پذیر خطا و QRAM را فرض می‌کنند، یعنی راهی کارآمد برای بارگذاری داده‌های کلاسیک بر روی یک کامپیوتر کوانتومی؛ بنابراین، آنها برای کامپیوترهای کوانتومی مقیاس متوسط پر سر و صدا (NISQ) که امروزه در دسترس هستند، قابل استفاده نیستند.

## تجربیات
الگوریتم Zeng و Coecke با محدودیت‌های رایانه‌های NISQ تطبیق داده شد و بر روی رایانه‌های کوانتومی IBM برای حل وظایف طبقه‌بندی باینری پیاده‌سازی شد. به جای بارگذاری بردارهای کلمه کلاسیک در حافظه کوانتومی، بردارهای کلمه مستقیماً به عنوان پارامترهای مدارهای کوانتومی محاسبه می‌شوند. این پارامترها با استفاده از روش‌های یادگیری ماشین کوانتومی برای حل وظایف مبتنی بر داده مانند پاسخ‌گویی به سؤال، ترجمه ماشینی و حتی ترکیب موسیقی الگوریتمی بهینه شده‌اند.[۸]